# Volkswagen Air Service

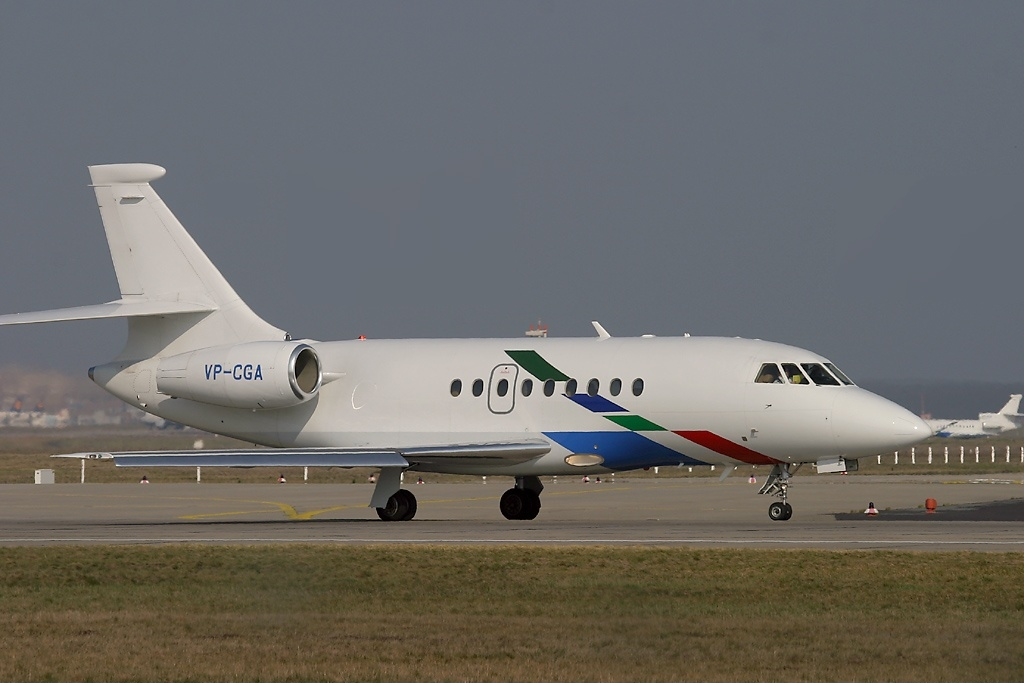
Aeronave da Volkswagen Air Service

Volkswagen Air Service é uma empresa de transporte aéreo alemão, de propriedade do Grupo Volkswagen e com base no Aeroporto de Braunschweig-Wolfsburg. A empresa dedica-se, e somente executa serviços para, a sua empresa-mãe. 